# 龍野喜一郎
龍野 喜一郎（りゅうの きいちろう、1902年（明治35年）9月27日 - 1981年（昭和56年）5月29日）は、昭和期の日本の政治家、内務官僚、実業家。衆議院議員、官選鹿児島県知事、初代大川市長。

## 経歴
福岡県出身。第五高等学校を首席で卒業。1924年（大正13年）11月、高等試験行政科試験に合格。1925年（大正14年）東京帝国大学法学部法律学科（独法）を卒業。 内務省に入省し北海道庁属となる。
以後、栃木県学務課長、鹿児島県農務課長、千葉県学務課長、鳥取県書記官・警察部長、宮城県書記官・警察部長、内閣情報部第二課長、京都府学務部長、警視庁刑事部長、兵庫県警察部長、近畿地方総監府第一部長などを歴任。
1945年（昭和20年）10月、鹿児島県知事に就任し、1946年（昭和21年）7月まで在任。戦災の復興、食糧の確保、文教の革新などを推進した。
その後、九州地方商工局長を務め、1947年（昭和22年）に退官。1949年（昭和24年）1月、第24回衆議院議員総選挙で福岡県第3区に民主自由党候補として出馬し当選。衆議院議員を一期務め、第3次吉田内閣の法務政務次官となる。1954年（昭和29年）4月、初代の福岡県大川市長に選出され、市長を三期務めた。
その他、西日本貿易(株)取締役、九州紙工品協会長、(株)浜横川鉱業所社長、博多港開発社長、箱崎ユーティリティ(株)社長などを歴任。